# Diritti LGBT a Dominica
I diritti LGBT a Dominica hanno restrizioni legali e sociali. L'omosessualità è legale dal 2024, quando l'Alta Corte ha abrogato la legge sulla sodomia risalente all'era coloniale. La Dominica non riconosce le unioni tra persone dello stesso sesso, siano esse sotto forma di matrimonio o di unioni civili, e nessuna legge vieta la discriminazione basata sull'orientamento sessuale o sull'identità di genere.

## Diritto penale
L'omosessualità, sia maschile che femminile, è illegale nel paese.
La legge sui reati sessuali del 1998 ha due sezioni relative all'attività sessuale tra persone dello stesso sesso:
- Sezione 14. (1) Ogni persona che commette un atto di grave indecenza con un'altra persona del proprio sesso è colpevole di un reato e soggetta a condanna alla reclusione per cinque anni.

- (4) In questa sezione, la "grossolana indecenza" è un atto diverso dal rapporto sessuale (naturale o innaturale) da parte di una persona che prevede l'uso dell'organo genitale allo scopo di suscitare o gratificare il desiderio sessuale.

- Sezione 16. (1) Una persona che commette sodomia è colpevole di un reato e soggetta a condanna al carcere per -

(a) venticinque anni, se commessi da un adulto su un minore;
(b) dieci anni, se commessi da un adulto su un altro adulto;
(c) cinque anni, se commessi da un minore;
E se la Corte lo ritiene opportuno può ordinare che il condannato sia ammesso in un ospedale psichiatrico per il trattamento.
(2) Chiunque tenti di commettere il reato di sodomia, o sia colpevole di un assalto con l'intenzione di commettere lo stesso, è colpevole di un reato e può essere imprigionato per quattro anni e, se la Corte lo ritiene opportuno, la Corte può ordinare che il condannato sia ammesso in un ospedale psichiatrico per il trattamento.
(3) In questa sezione, "sodomia" indica il rapporto sessuale per ano da parte di un uomo con una persona di sesso maschile.

## Condizioni sociali

### Opposizione ai turisti gay
Bill Daniel, presidente dell'Associazione evangelica parlando a nome del gruppo, ha rilasciato la seguente dichiarazione nel 2009: "Vogliamo che il governo garantisca che i turisti gay non vengano sull'isola e si comportino in modo immorale". L'Associazione ha protestato contro l'idea di consentire alle crociere gay di visitare l'isola e di promuovere la Dominica come "meta turistica gay".

### Violenza anti-LGBT e Cultura LGBT
Ci sono stati diversi crimini di odio contro persone ritenute omosessuali in Dominica.
Una presentazione accademica del 2011 alle Nazioni Unite ha dichiarato che i gruppi LGBT in Dominica sono costretti a operare in modo nascosto a causa del timore di essere perseguitati. Le persone che sono apertamente gay si lamentano di atti di vandalismo commessi contro la loro proprietà. Le segnalazioni fatte alla polizia non vengono prese sul serio e le vittime vengono ridicolizzate.

## Tabella riassuntiva
| Attività e relazioni sessuali legali                                                                            | (Dal 2024) |
| Parità di età del consenso                                                                                      | Yes        |
| Leggi anti-discriminazione nella fornitura di beni e servizi                                                    | No         |
| Leggi anti-discriminazione in tutti gli altri settori (inclusa discriminazione indiretta ed espressioni d'odio) | No         |
| Matrimonio omosessuale                                                                                          | No         |
| Riconoscimento delle coppie omosessuali                                                                         | No         |
| Adozione sia singola sia congiunta da parte di coppie omosessuali                                               | No         |
| Autorizzazione a prestare servizio nelle forze armate                                                           | No         |
| Diritto di cambiare legalmente sesso                                                                            | No         |
| Surrogazione di maternità per le coppie omosessuali maschili                                                    | No         |
| Accesso alla fecondazione in vitro per le donne lesbiche                                                        | No         |
| Permesso di donare il sangue                                                                                    | No         |